# 안드레아 푸엔테스

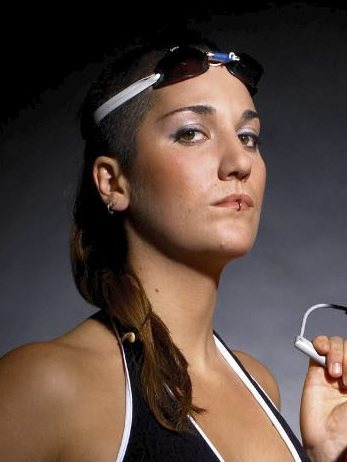

안드레아 푸엔테스(Andrea Fuentes, 본명: Andrea Fuentes Fache, 1983년 4월 7일 ~ , 타라고나 발스 출생)는 스페인의 수영 코치이자 전 아티스틱스위밍 선수이다. 4개의 올림픽 메달, 16개의 세계 선수권 메달, 11개의 유럽 선수권 메달을 획득했다. 또한 4개의 올림픽 메달은 아란차 산체스 비카리오, 미레이아 벨몬테와 더불어 스페인 국가대표팀 역사상 가장 많은 훈장을 받은 수영 선수이다.